# مسجد كوتشوك حسن باشا
مسجد كوتشوك حسن باشا أو مسجد يالي (باليونانية: Γιαλί Τζαμί)‏، من (بالتركية: Yalı Camii)‏: هو مسجد عثماني سابق وقاعة عرض في خانية (مدينة)، كريت، اليونان.

## التاريخ
تم تشييد المبنى في الأصل كمسجد بعد غزو الدولة العثمانية لمدينة خانية في 1645 على اسم كوتشوك حسن باشا. بعد اتفاقية التبادل السكاني بين اليونان وتركيا في 1923، توقف المسجد عن العمل وفي 1939 هدمت مآذنه. خلال الحرب العالمية الثانية، كان يضم المتحف الأثري في خانية. في وقت لاحق، تم استخدامه كمخزن ومتحف الفولكلور ومركز للزوار وقاعة للمعارض.